# Stirling-Rawdon (Ontario)
Stirling-Rawdon to gmina (ang. township) w Kanadzie, w prowincji Ontario, w hrabstwie Hastings.
Powierzchnia Stirling-Rawdon to 280,63 km². Według danych spisu powszechnego z roku 2001 Stirling-Rawdon liczy 4887 mieszkańców (17,41 os./km²).